# ザ・ドリフターズの映画
- ザ・ドリフターズ > ザ・ドリフターズの映画
- 映画 > 映画の一覧 > ザ・ドリフターズの映画

ザ・ドリフターズの映画（ザ・ドリフターズのえいが）は、日本において1967年（昭和42年）に始まり1975年（昭和50年）まで続いた、ザ・ドリフターズ主演の喜劇映画シリーズである。

## 概要
全部で21本製作された。松竹系は『全員集合!!』シリーズ（一部「全員集合」をタイトルに入れないものもある）として全16作、東宝系が『ドリフターズですよ!』シリーズとして全5作がある。松竹系の映画では中盤以降には、『男はつらいよ』シリーズとの二本立てで公開されていた。
映画評論としてはハナ肇とクレージーキャッツの映画より低く見られがちではあったが、当時はかなりの人気喜劇映画であり、ハナ肇とクレージーキャッツの映画が終了した1972年（昭和47年）以降から1975年（昭和50年）までには『男はつらいよ』シリーズと共に邦画興行トップとなった。
松竹版映画のみホームビデオ（VHS）で市販およびレンタルされていたが、その後DVD・BD化はされていない（ただし、結果的に頓挫したものの、2000年代に「全員集合」シリーズのDVD-BOXが計画されたことがある）。稀ではあるものの、衛星劇場などのCSチャンネルで放送されており、全シリーズ視聴は可能である。また2018年10月3日から2019年3月13日まではBSイレブン（日本BS放送）で、『社長シリーズ』・『駅前シリーズ』・『クレージー映画』を放送していた『火曜シネマ 昭和喜劇シリーズ』の姉妹版『水曜シネマ 昭和喜劇シリーズ』で本シリーズを放送した（一部作品を除く）。2020年11月1日より、YouTubeの有料配信チャンネル「YouTubeムービー」、Amazonプライム・ビデオ、U-NEXT、Rakuten TV等において、松竹版作品の配信が行われている。
不定期ながら上映会も行われており、2017年10月から神保町シアターの「植木等と渡辺プロダクション」で「ドリフターズですよ!冒険冒険また冒険」、「やればやれるぜ!全員集合!!」、「超能力だよ全員集合!!」が上映された。また、ポレポレ東中野でも2017年10月からテレビドラマ『植木等とのぼせもん』の放送に合わせた企画「植木等と渡辺プロダクション映画」の中で『全員集合!!』シリーズと『ドリフターズですよ!』シリーズの上映が行われた。

## ドリフの映画一覧
| 公開日          | タイトル                                  | 配給 | 監督     | 同時上映                                | 概要 |
| --------------- | ----------------------------------------- | ---- | -------- | --------------------------------------- | --- |
| 1967年 8月5日   | なにはなくとも全員集合!!                  | 松竹 | 渡邉祐介 | 喜劇 一発勝負                           | 草津ロケ。初映画主演であるが、実質三木のり平が主役のホームコメディー。本映画ではドリフのチームコント無し。『ミヨちゃんのためなら全員集合!!』まで松竹作品は芸映プロが製作。 |
| 1967年 10月28日 | ドリフターズですよ!前進前進また前進       | 東宝 | 和田嘉訓 | クレージーの怪盗ジバコ                  | 本映画より、ドリフのチームコントが見られるようになる。なお、3作目以降のいかりやと加藤の役割が、この映画では逆になっている。また、ドリフの映画では珍しくハッピーエンド。    |
| 1968年 1月3日   | やればやれるぜ全員集合!!                  | 松竹 | 渡邊祐介 | ハナ肇の一発大冒険                      | 本映画より加藤の虐められ役が本格的スタート。 |
| 1968年 4月10日  | ドリフターズですよ!盗って盗って盗りまくれ | 東宝 | 渡邊祐介 | ザ・タイガース 世界はボクらを待っている | 東宝・渡辺プロ作品では珍しく、『駅前シリーズ』の東京映画が製作した。 |
| 1968年 9月21日  | ドリフターズですよ!冒険冒険また冒険       | 東宝 | 和田嘉訓 | 第50回全国高校野球選手権大会 青春       | いかりや入院のため、加藤がリーダー兼主役。当時の社会を風刺したドリフでは珍しい映画。のちにドリフのメンバーとなる志村けんが端役で初出演している。                           |
| 1969年 1月15日  | ドリフターズですよ!特訓特訓また特訓       | 東宝 | 渡邊祐介 | 社長えんま帖                            | 放送禁止用語が飛び交う、ドリフの映画の中では最もブラックな映画。 |
| 1969年 4月27日  | ドリフターズですよ!全員突撃               | 東宝 | 和田嘉訓 | クレージーの大爆発                      | ドリフ映画では唯一の海外ロケ（ハワイ）。志村と同じくドリフの付き人で、のちに志村とコンビを組む井山淳がガードマン役で出演している。                                         |
| 1969年 7月23日  | いい湯だな全員集合!!                      | 松竹 | 渡邊祐介 | 喜劇 大激突                             | 北海道ロケ。この作品から『ツンツン節だよ全員集合!!』まで及び『チョットだけョ全員集合!!』ではドリフのヒット曲がタイトルに織り込まれている。                                 |
| 1969年 12月31日 | ミヨちゃんのためなら全員集合!!            | 松竹 | 渡邊祐介 | チンチン55号ぶっ飛ばせ!出発進行         | この作品から『ツンツン節だよ全員集合!!』までコント55号の映画と同時上映。                                                                                                   |
| 1970年 8月8日   | ズンドコズンドコ全員集合!!                | 松竹 | 渡邊祐介 | こちら55号応答せよ!危機百発             | この作品から松竹・渡辺プロが製作。 |
| 1970年 12月30日 | 誰かさんと誰かさんが全員集合!!            | 松竹 | 渡邊祐介 | コント55号と水前寺清子の大勝負          | 水戸ロケ |
| 1971年 8月7日   | ツンツン節だよ全員集合!!                  | 松竹 | 渡邊祐介 | コント55号とミーコの絶体絶命            | |
| 1971年 12月29日 | 春だドリフだ全員集合!!                    | 松竹 | 渡邊祐介 | 男はつらいよ 寅次郎恋歌                 | 本映画より男はつらいよシリーズと同時上映。落語界が舞台だが、7年後の落語協会分裂騒動を予見するような内容になった。                                                          |
| 1972年 8月5日   | 祭りだお化けだ全員集合!!                  | 松竹 | 渡邊祐介 | 男はつらいよ 柴又慕情                   | |
| 1972年 12月29日 | 舞妓はんだよ全員集合!!                    | 松竹 | 渡邊祐介 | 男はつらいよ 寅次郎夢枕                 | 京都ロケ |
| 1973年 8月4日   | チョットだけョ全員集合!!                  | 松竹 | 渡辺祐介 | 男はつらいよ 寅次郎忘れな草             | 会津若松ロケ |
| 1973年 12月26日 | 大事件だよ全員集合!!                      | 松竹 | 渡邊祐介 | 男はつらいよ 私の寅さん                 | 高知ロケ。荒井注最後の出演。 |
| 1974年 8月3日   | 超能力だよ全員集合!!                      | 松竹 | 渡邊祐介 | 男はつらいよ 寅次郎恋やつれ             | 秋田ロケ。本映画を最後に、加藤の虐められ役は終了。すわ親冶は、ブルース・リー役。                                                                                           |
| 1974年 12月28日 | ザ・ドリフターズの極楽はどこだ!!          | 松竹 | 渡邊祐介 | 男はつらいよ 寅次郎子守唄               | 今までの映画とは一線を画した、ホームコメディー。本映画ではドリフのチームコント無し。                                                                                       |
| 1975年 8月2日   | ザ・ドリフターズのカモだ!!御用だ!!        | 松竹 | 瀬川昌治 | 男はつらいよ 寅次郎相合い傘             | 後のいかりやを髣髴させる、刑事物映画。本映画ではドリフのチームコント無し。                                                                                                 |
| 1975年 12月27日 | 正義だ!味方だ!全員集合!!                  | 松竹 | 瀬川昌治 | 男はつらいよ 葛飾立志篇                 | シリーズ最終作。本映画キャラクター「ゴリレンジャー」は石森章太郎デザイン。                                                                                                 |

## ストーリー
ストーリーとしては、基本的に権力者役のいかりや長介と虐められ役の加藤茶の確執、及びマドンナを巡る争いの後、悪役の登場によりドリフが一丸となって立ち向かい、スラップスティックを繰り広げた末に解決へと導くというパターンであった。なお、マドンナとの関係については、既にマドンナに恋人がいる等で結局失恋に終わるというケースが主であった。
社会のはみ出し者を扱い（愚連隊、ヤクザ、指名手配犯など）、決してハッピーエンドにならないストーリーは、クレージーの映画と対極であったが、本映画のコントは視聴者を暗いムードにさせない魅力があった。また、いかりや、または加藤が主役（各メンバーの役割は「ザ・ドリフターズ」参照）でかつマドンナに振られるというパターンは、当時同時公開であった『男はつらいよ』にも相通じるものがある。なお、当時濫造された映画とは一線を画し、ストーリーとしては筋の通っている作品が多い（『ドリフターズですよ!冒険・冒険また冒険』を除く）。
殺人やリンチ、謀略をネタにするなど、ブラックな要素が強いのが特徴だが、末期には後の『8時だョ!全員集合』や『ドリフ大爆笑』に通ずる仄々としたホームコメディーへと変化していった。また、同時期にはいかりやの毒が薄れ、加藤も虐められ役から小憎らしい役へと変遷が見られ、『8時だョ!全員集合』の人気から番組のギャグやコントも披露するようになった。

## 主な出演者

### ザ・ドリフターズ
いかりや長介
5人のリーダー格。
加藤をはじめとする4人を非道にこき使う傍ら、自身はマドンナにうつつをぬかすも失恋するパターンが多かった。またメンバーに対しては絶対的権力者であるものの社会的には立場が弱く、他の登場人物には卑屈な態度をとることが多かった。後期からは毒が薄れ、個性溢れすぎる4人にツッコミを入れたり振り回される役割に転じ、後のいかりやの持ち味となる、渋く哀愁漂う演技派に移行していく。
役柄は初期ではヤクザの組長や網元などの権力者が多かったが、後期からは平凡な中間管理職のサラリーマンやごく普通の父親と言ったものに変化している。
加藤茶
大半の作品で虐められ役として設定され、虐め役のいかりやとのコンビがストーリーの中心であった。また役名は基本的に本名をもじった加藤ヒデオであった。
全員集合シリーズでは、他の3人が逃げる中、いかりやに恩のある加藤のみ逃げられず共同生活をするというパターンが確立されていた。またヒロインとの絡みも加藤が中心であり、実質的なシリーズの主人公であった。
後期からは小憎らしい役割に転じ、主に志村とコンビを組んで動くことが多くなっている。
荒井注
1973年公開の『大事件だよ全員集合!!』までの出演。
メンバーでは最年長と言うこともあってか、いかりや以外のメンバー4人におけるリーダー格であり、特に仲本、高木を率いていかりや・加藤と別行動をとることが多かった。
松竹ドリフ映画では半端なやくざ者や、賭博の好きな若旦那といった役が多く、マドンナの兄となることもあった。
仲本工事
基本的に浪人生として描かれ、学生服姿の出演が多かった。基本的にはいかりやに媚を売ったり雑学を披露したりと風見鶏、インテリ役を演じることが多かった。その一方で『チョットだけよ全員集合!!』で病院助手を演じた時は「院長（いかりや）より腕が立つ」と言及され、『誰かさんと誰かさんが全員集合!!』では一人で車を作るなど、4人に比べると比較的能力のある設定となることも少なくなかった。
後期に入るといかりやの年下上司になることが多く、いかりやを顎でこき使うと言ったシーンも見られた。
高木ブー
頭は回らず、少し情けないが温和な性格で描かれることが多かった。他のメンバーに比べると脇役に回ることも多く、幼稚園の園長、大家、屋台引きなどを演じた。
志村けん
メンバーとしての出演は1974年公開の『超能力だよ全員集合!!』からだが、1968年公開の『ドリフターズですよ!冒険冒険また冒険』以降、複数の作品に端役で出演している。
シリーズ末期からのメンバーでの出演という事もあり、映画内でのキャラクターを確立することはできなかった。主に加藤の親友役で出演することが多く、シリーズ内では加藤と比較的絡みが多い。

### マドンナ
ミヨちゃん
演 - 生田悦子、倍賞美津子、早瀬久美、石原亜希子
全員集合シリーズのマドンナ枠であり、第3作（生田）、第4作（倍賞）、第6作（早瀬）、第7作（倍賞）に登場する。
しかし各作品の「ミヨちゃん」に関連性はなく、他作品のマドンナと大きく変わらない。第14作にも石原亜希子演じるミヨちゃんが登場するが、マドンナの友人役に留まっている。
役名は平尾昌晃の曲でドリフがカバーした『ミヨちゃん』から。

### 準レギュラー
左とん平
東宝ドリフ映画：第2作、第3作、第4作　松竹ドリフ映画：第3作、第4作、第5作、第7作、第8作、第11作
東宝・松竹通して多くのドリフ映画に出演し、特に松竹の全員集合シリーズでは悪役として重要な役割を担うことが多かった。
クレージーキャッツ
松竹ドリフ映画：第2作（犬塚、石橋、安田）、第3作（犬塚）、第4作（ハナ）、第7作（谷）、第9作（ハナ、犬塚、安田、桜井）
渡辺プロの先輩であるクレージーキャッツは植木等を除き全員が出演経験を持っている。中でも第4作のハナ、第7作の谷はストーリーの中心人物となっている他、犬塚も刑事役などでストーリーに関わっている。
若水ヤエ子
松竹ドリフ映画：第1作、第2作、第5作、第6作、第7作
松竹ドリフ映画の多くの作品に登場し、第1作、第7作ではいかりやの妻を演じた他、第6作では荒井の妻（いかりやの妹）役を演じた。他作品では大家役での出演だった。
三木のり平
松竹ドリフ映画：第1作、第3作、第4作
松竹ドリフ映画の第1作『なにはなくとも全員集合!!』では事実上の主人公・白坂駅長を演じた。他作品での出演はセリフは多いものの、ストーリーに大きく関与しない端役である。

## キャスト
| 凡例 - ドリフ側キャスト - ザ・ドリフターズのメンバーは姓のみ表記。 いかりや=いかりや長介、加藤=加藤茶、荒井=荒井注、高木=高木ブー、仲本=仲本工事 志村=志村けん、すわ=すわ親治、井山=井山淳 - 太字は主役（ドリフメンバー以外の場合もあり）。 - ○はリーダー役、△は映画のストーリー途中でリーダー役が交代した者。無印は、リーダー格が居なかった映画。 - マドンナとの絡み - マドンナとの絡み役（加=加藤茶、い=いかりや長介）。 - ×はマドンナに振られた映画、○はマドンナと結ばれた映画、?はマドンナとの結末がはっきりしない映画。 |
| タイトル                                  | ドリフ側キャスト                         | マドンナ役                     | マドンナ との絡み | 敵役                   | その他キャスト                                                             |
| ----------------------------------------- | ---------------------------------------- | ------------------------------ | ----------------- | ---------------------- | -------------------------------------------------------------------------- |
| なにはなくとも全員集合!!                  | いかりや、加藤、荒井、高木、仲本         | 中尾ミエ                       | 加×               | 名和宏                 | 三木のり平、古今亭志ん朝                                                   |
| ドリフターズですよ!前進前進また前進       | いかりや△、加藤○、荒井、高木、仲本       | 大原麗子 酒井和歌子            | 加×、い○          | 小池朝雄               | 天本英世、ザ・タイガース、藤田まこと                                       |
| やればやれるぜ全員集合!!                  | いかりや○、加藤、荒井、高木、仲本        | 松尾嘉代                       | 加×、い×          | 藤村有弘               | 若水ヤエ子、木の実ナナ、平尾昌晃、犬塚弘、安田伸、石橋エータロー、田中邦衛 |
| ドリフターズですよ!盗って盗って盗りまくれ | いかりや○、加藤、荒井、高木、仲本        | 酒井和歌子                     |                   | 藤村有弘               | 左とん平、木の実ナナ、フランキー堺                                         |
| ドリフターズですよ!冒険冒険また冒険       | いかりや、加藤○、荒井、高木、仲本、志村  | 野川由美子                     | 加○               | 藤村有弘 藤田まこと    | 小山ルミ、コント55号、真理アンヌ、小松政夫                                 |
| ドリフターズですよ!特訓特訓また特訓       | いかりや○、加藤、荒井、高木、仲本        | 山本陽子                       |                   |                        | 左とん平、有島一郎                                                         |
| ドリフターズですよ!全員突撃               | いかりや○、加藤、荒井、高木、仲本、井山  | 西崎緑                         |                   | 梓みちよ               | 左とん平、曽我町子、小松政夫                                               |
| いい湯だな全員集合!!                      | いかりや○、加藤、荒井、高木、仲本        | 生田悦子                       |                   | 左とん平               | 曽我町子、三木のり平、左卜全、犬塚弘、上田吉二郎、木暮実千代               |
| ミヨちゃんのためなら全員集合!!            | いかりや○、加藤、荒井、高木、仲本        | 倍賞美津子                     | 加×               | 左とん平               | ハナ肇、市地洋子、三木のり平、松岡きっ子                                   |
| ズンドコズンドコ全員集合!!                | いかりや○、加藤△、荒井、高木、仲本       | 中尾ミエ 野川由美子 小川ひろみ | 加×、い×          | 名和宏 左とん平 宍戸錠 | 若水ヤエ子、堺正章、かしまし娘、藤田まこと、出羽錦忠雄                     |
| 誰かさんと誰かさんが全員集合!!            | いかりや○、加藤、荒井、高木、仲本、志村  | 岩下志麻                       | い×               | 内田朝雄               | 若水ヤエ子、倍賞美津子、森次浩司、正司敏江・玲児                           |
| ツンツン節だよ全員集合!!                  | いかりや○、加藤、荒井、高木、仲本、志村  | 倍賞美津子                     | 加×、い×          | 小松方正 左とん平      | 若水ヤエ子、谷啓、太宰久雄、佐藤蛾次郎                                     |
| 春だドリフだ全員集合!!                    | いかりや○、加藤△、荒井、高木、仲本       | 長山藍子 新藤恵美              | 加×、い×          |                        | 左とん平、萩原健一、小柳ルミ子、三遊亭圓生、柳家小さん                     |
| 祭りだお化けだ全員集合!!                  | いかりや○、加藤、荒井、高木、仲本        | 林美智子 仁科明子              | い×               |                        | ハナ肇、犬塚弘、安田伸、桜井センリ                                         |
| 舞妓はんだよ全員集合!!                    | いかりや○、加藤、荒井、高木、仲本        | 吉沢京子 早瀬久美              | 加×               | 芦屋雁之助             | なべおさみ、岡八郎、天地真理、西川きよし                                   |
| チョットだけョ全員集合!!                  | いかりや○、加藤△、荒井、高木、仲本       | 小鹿ミキ                       | い×               | 玉川良一               | 左とん平、寺尾聰、天地真理                                                 |
| 大事件だよ全員集合!!                      | いかりや○、加藤△、荒井、高木、仲本、志村 | 松坂慶子                       | 加×               | 石山健二郎 藤村有弘    | 中尾ミエ、アグネス・チャン、由利徹                                         |
| 超能力だよ全員集合!!                      | いかりや○、加藤、高木、仲本、志村、すわ  | 長山藍子 秋谷陽子              | 加?               | 伴淳三郎 由利徹        | 榊原るみ、フィンガー5、藍美代子                                            |
| ザ・ドリフターズの極楽はどこだ!!          | いかりや、加藤、高木、仲本、志村         | 篠ヒロコ                       | い×               |                        | 玉川良一、芦屋雁之助、キャンディーズ、森田健作、天地真理、アン・ルイス     |
| ザ・ドリフターズのカモだ!!御用だ!!        | いかりや、加藤、高木、仲本、志村         | 倍賞美津子                     | い?               | 橋本功 人見きよし      | 樹木希林、伊東四朗、キャンディーズ                                         |
| 正義だ!味方だ!全員集合!!                  | いかりや△、加藤○、高木、仲本、志村、すわ | 榊原るみ                       | 加?               | 金子信雄 伊東四朗      | ミヤコ蝶々、キャンディーズ                                                 |